# El primer dia de la meva vida
El primer dia de la meva vida (títol original en italià, Il primo giorno della mia vita) és una pel·lícula de 2023 dirigida per Paolo Genovese. S'ha doblat i subtitulat al català.
És l'adaptació cinematogràfica de la novel·la homònima del 2018 escrita pel mateix director Genovese.

## Sinopsi
Un home sobremotivat; un oficial de policia; una antiga gimnasta que va perdre la mobilitat de les cames; un nen amb sobrepès. En una nit plujosa, tots es troben "convidats" per un misteriós individu que els ha recuperat just abans de prendre l'última decisió de les seves vides.

## Promoció
El primer tràiler de la pel·lícula es va estrenar el 28 de desembre de 2022.

## Distribució
La pel·lícula es va estrenar als cinemes italians a partir del 26 de gener de 2023.

## Premis i reconeixements
- 2023 - Nastro d'argento[7]
  - Nominació al millor argument per a Paolo Genovese
  - Nominació a la millor actriu no protagonista per a Sara Serraiocco
  - Nominació al millor so en directe per a Umberto Montesanti